# Хорошее (Покровский район)
Хорошее (укр. Хороше) — село,
Великомихайловский сельский совет,
Покровский район,
Днепропетровская область,
Украина.
Код КОАТУУ — 1224283408. Население по переписи 2001 года составляло 18 человек.

## Географическое положение
Село Хорошее находится на левом берегу реки Вороная,
выше по течению на расстоянии в 1 км расположено село Вороное,
ниже по течению на расстоянии в 0,5 км расположено село Сосновка.

## История
- 1924 — дата основания.
- В 1945 г. хутор Инвалид переименован в Хороший[2].